# Sphecomyiella valida
Sphecomyiella valida is een vliegensoort uit de familie van de Pyrgotidae. De wetenschappelijke naam van de soort is voor het eerst geldig gepubliceerd in 1841 door Harris.